# Basilique Saint-Sauveur de Rocamadour
Pour les articles homonymes, voir Basilique Saint-Sauveur.
La basilique Saint-Sauveur de Rocamadour est une basilique catholique faisant partie de la Cité religieuse érigée en basilique mineure en 1913. Dans le sanctuaire, elle se situe au-dessus de la crypte Saint-Amadour. 

## Historique
Le pèlerinage marial de Rocamadour constitue l'un des sites majeurs du monde chrétien depuis le Moyen Âge. Dans une bulle de pape Pascal II en 1105, il est fait mention d'une église Sainte-Marie ou Notre-Dame. À la suite de la découverte en 1166 du corps intact présenté comme celui de saint Amadour, l'ensemble de la Cité religieuse est construit. Puis le pèlerinage périclite progressivement jusqu'à l'époque révolutionnaire.
Alors que le sanctuaire est dans un état de délabrement important et que l'église Saint-Sauveur est toujours en service, les évêques de Cahors décident de restaurer le site à partir de 1842. La toiture de l'église Saint-Sauveur était à refaire et le mur extérieur de la face du midi accusait un surplomb de trente centimètres sous la poussée des voûtes surchargées de gravats.
La première campagne conduite par l'abbé Chevalt est menée de 1858 à 1860 en commençant par la crypte Saint-Amadour et l'église Saint-Sauveur.
En mars 1913, l'église est érigée en basilique mineure par le pape Pie X.
La basilique et la crypte ont été classées au titre des monuments historiques par arrêté du 14 décembre 2000,, en même temps que toutes les chapelles de la Cité.

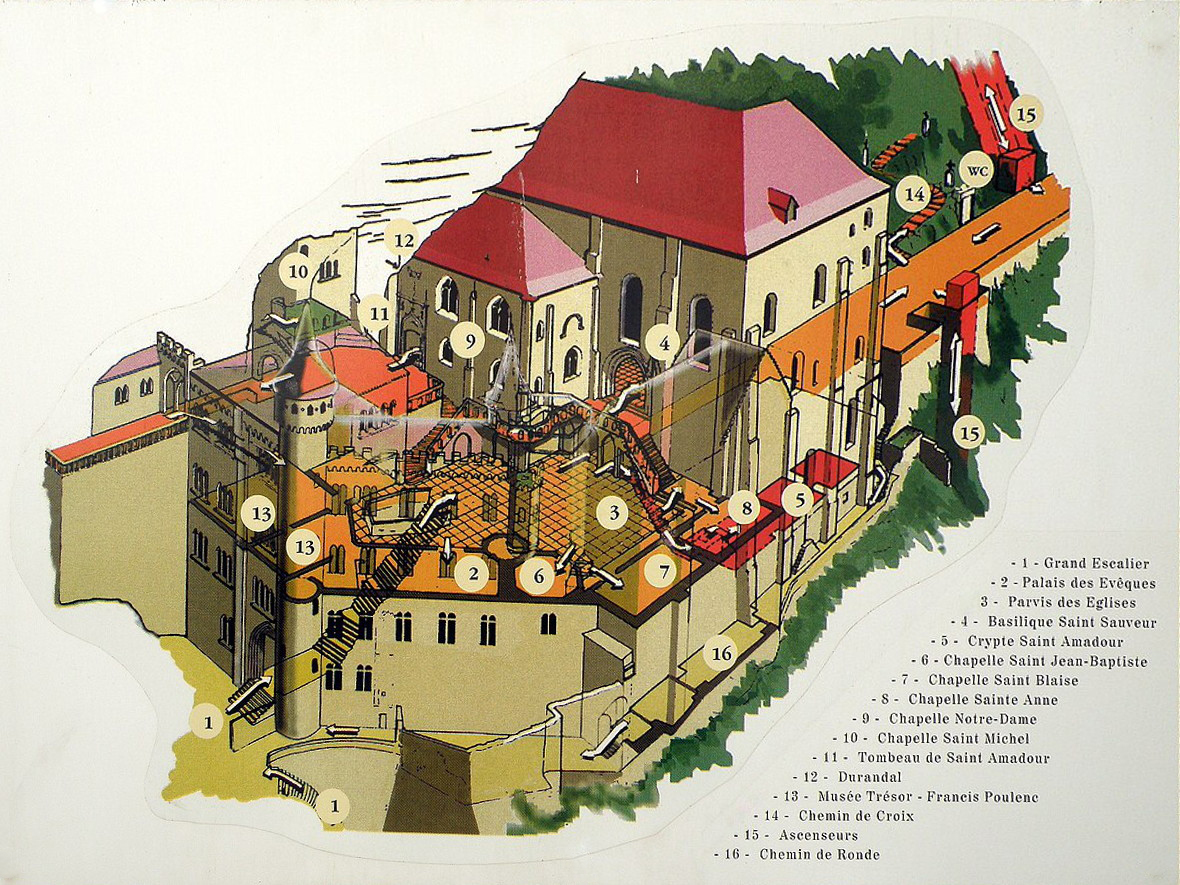
Plan du sanctuaire.

## Description
L'église Saint-Sauveur est construite du XIe au XIIIe siècle à une époque de transition entre l'art roman et l'art gothique (style romano-ogival). Elle est construite en pierre de taille calcaire et le toit est couvert de tuile plate.
L'église basse du XIIe siècle est une crypte qui abritait jadis les reliques de saint Amadour. Sa voûte quadripartite est soutenue par un grand arc-doubleau.
L'accès à la basilique se fait par un escalier depuis le second niveau du parvis de la cité. Ses deux nefs sont adossées côté ouest aux parois de la falaise. La chapelle Notre-Dame lui est accolée au mur sud.

## Mobilier
Une mezzanine en bois est un ajout du XIXe siècle qui fut construit afin de pouvoir accueillir un grand nombre de pèlerins. Dans le chœur, un bas relief du XVIIIe siècle en bois doré de l'autel représentant l'Assomption est surmonté par un christ en bois polychrome du XVIe siècle. 
Un nouvel orgue en forme de bateau construit par le facteur Jean Daldosso a été inauguré en novembre 2013. Les reliques de saint Amadour ont été réinstallées dans l'abside de droite en 2016.

## Galerie

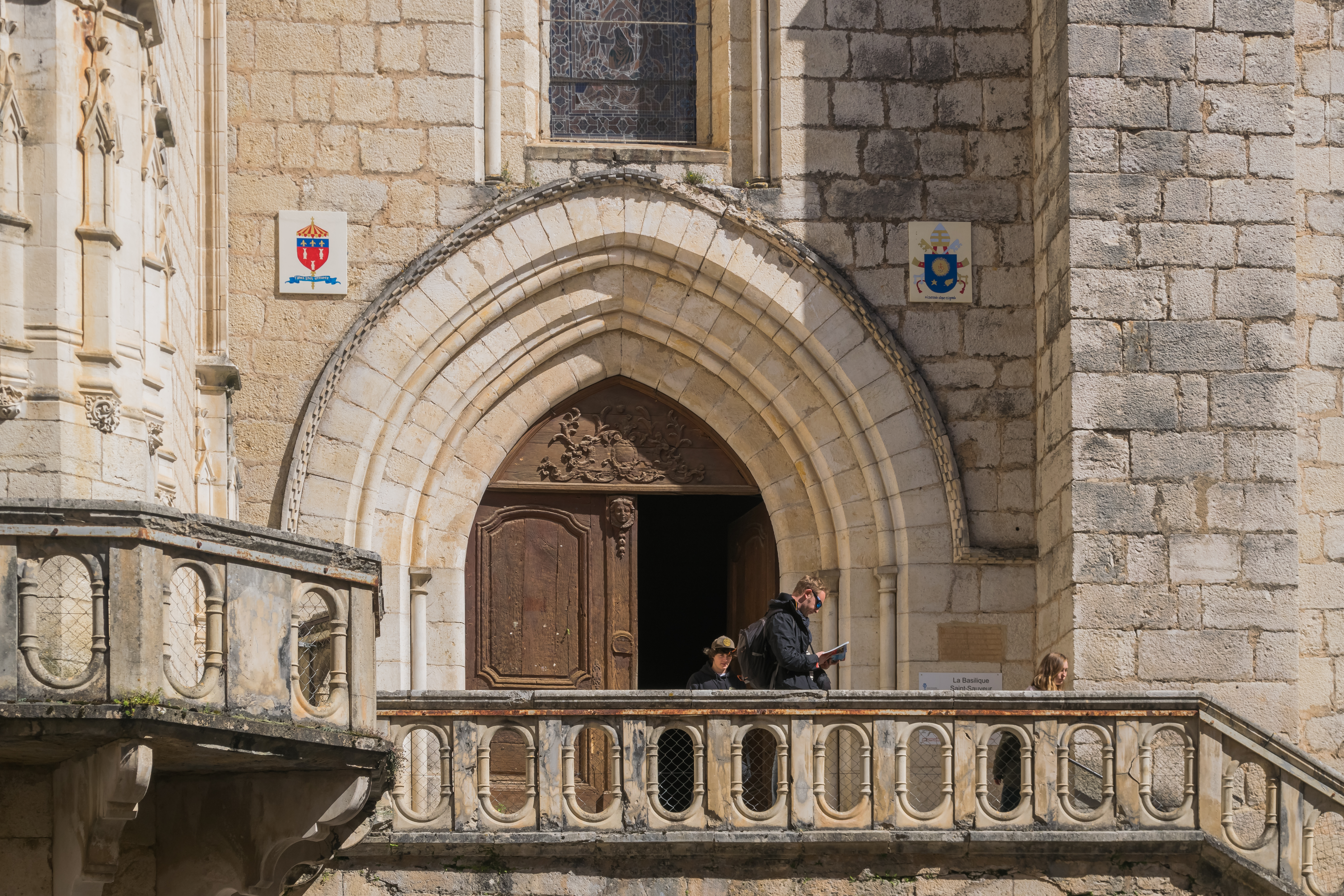
Le portail.
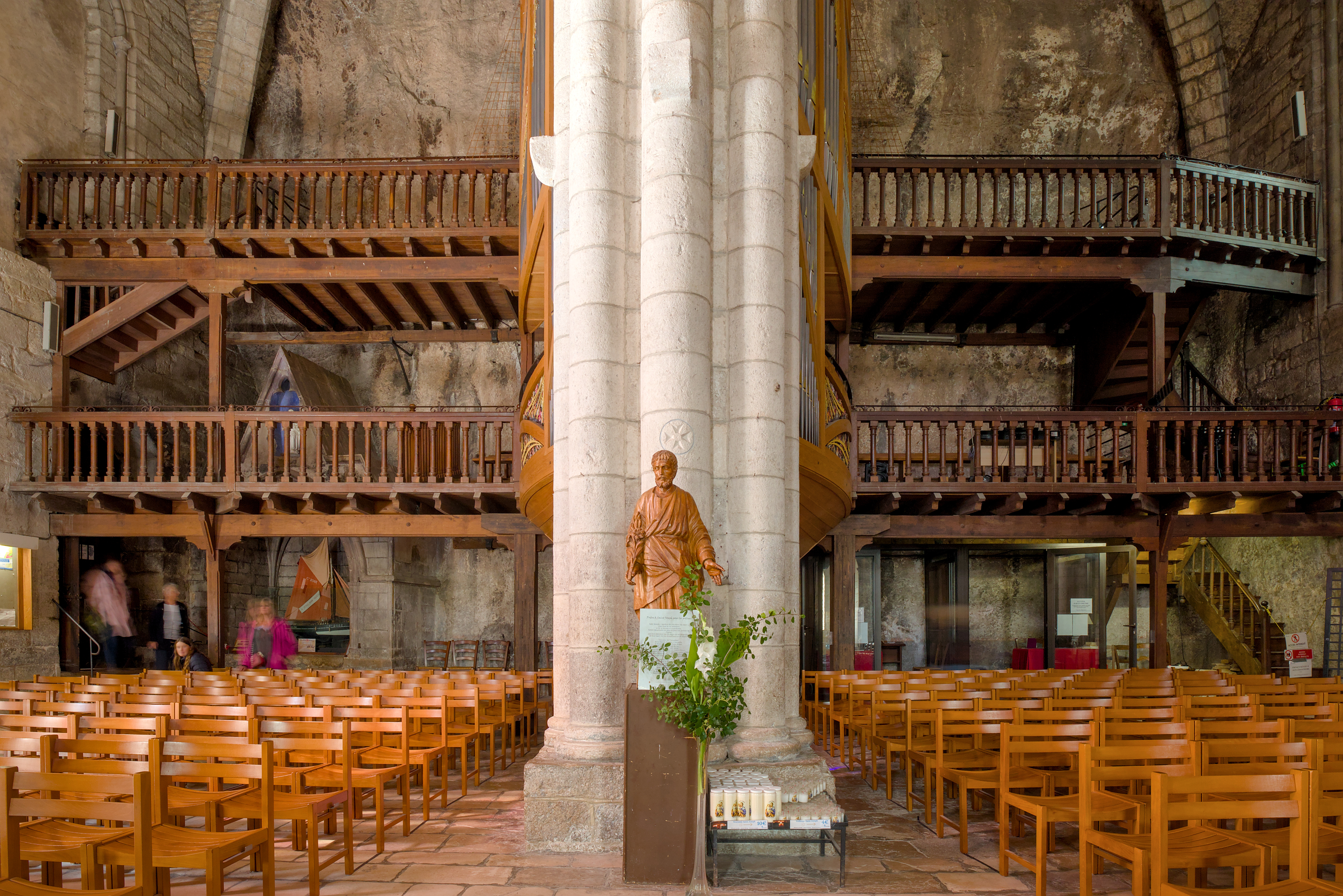
Les orgues et les mezzanines.
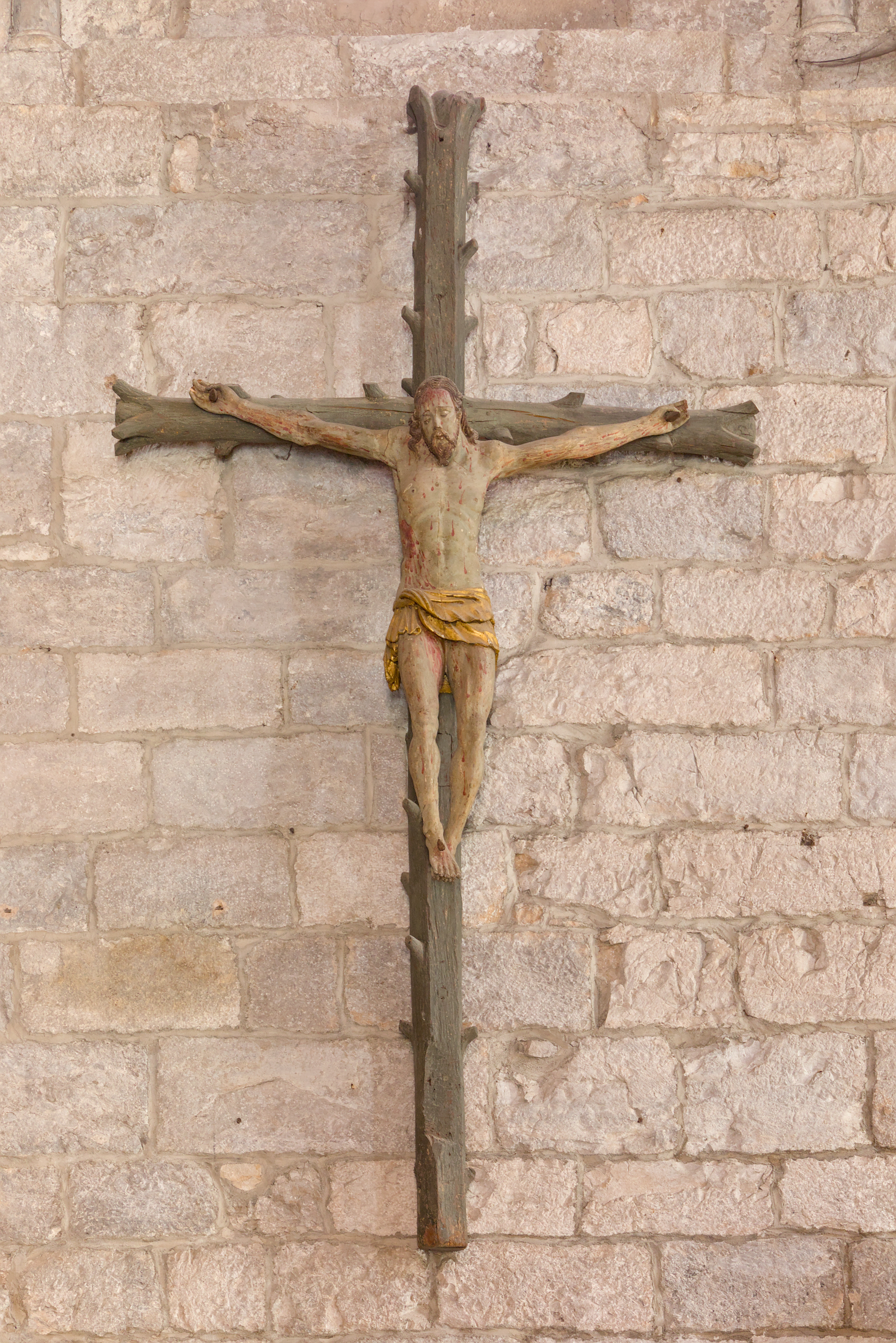
Crucifix en bois polychrome du 16e siècle.